# Chuck McGill
Charles Lindbergh "Chuck" McGill Jr. è un personaggio immaginario della serie televisiva Better Call Saul, spin-off e prequel di Breaking Bad, interpretato da Michael McKean e doppiato da Gianni Giuliano. Chuck è un brillante avvocato e fratello maggiore del protagonista Jimmy McGill, la cui vita procede con difficoltà a causa della sua condizione di ipersensibilità elettromagnetica. Con il passare del tempo sviluppa una sempre maggior ostilità per i modi di fare di Jimmy, diventando la sua nemesi; il suo ruolo è fondamentale nella trasformazione di Jimmy nell'avvocato criminale Saul Goodman e influenza profondamente anche i personaggi di Kim Wexler e Howard Hamlin.
Lo sviluppo del personaggio di Chuck e la performance di McKean durante le prime tre stagioni hanno ricevuto il plauso della critica; molti critici hanno sostenuto che McKean abbia dato la migliore interpretazione televisiva del 2017.

## Storia del personaggio
Chuck McGill nasce nel 1944 e cresce a Cicero, nell'Illinois; è il fratello maggiore di Jimmy McGill. A quattordici anni si diploma alla Francis Xavier High School come valedictorian, ed è il più giovane laureato nella storia della scuola. Completa la sua laurea presso l'università della Pennsylvania e successivamente ottiene la laurea magna cum laude presso il Georgetown University Law Center. Dopo essere stato impiegato sia presso la Delaware Court of Chancery che presso la Corte d'appello degli Stati Uniti per il decimo circuito, Chuck si unisce allo studio solista di George Hamlin ad Albuquerque, nel New Mexico. Nei successivi 23 anni ai due uomini si aggiunge Howard, il figlio di George; i tre trasformano Hamlin, Hamlin & McGill (HHM) in uno dei più grandi studi legali nel sud-ovest degli Stati Uniti. All'inizio della sua carriera, Chuck eccelle nel diritto penale, diventando particolarmente noto per la sua diatriba vincente nel caso Gonzalez.
Dieci anni prima degli eventi di Better Call Saul, Chuck difende in tribunale Jimmy dopo che quest'ultimo defeca attraverso il tetto apribile della BMW di un rivale in amore, senza sapere che i figli dell'uomo fossero sul sedile posteriore. In cambio, Chuck chiede a Jimmy di smetterla di fare l'artista della truffa per dedicarsi a un lavoro onesto nell'ufficio postale della HHM. Durante quest'ultimo impiego, Jimmy viene ispirato dalle abilità di Chuck come avvocato, decidendo di diventarlo anche lui: riesce segretamente a ottenere la laurea e frequenta una scuola di diritto per corrispondenza, superando l'esame per avvocati. Nello stesso periodo, stringe una forte amicizia con Kim Wexler, studentessa di giurisprudenza che lavora a sua volta nell'ufficio postale e poi diventa avvocata associata presso HHM. A differenza di Kim, Jimmy non viene accettato da HHM, pertanto va a lavorare come avvocato in uno studio legale solista.
A un certo punto, Chuck si sposa con una donna di nome Rebecca Bois, con cui successivamente ha un divorzio. Sebbene i due rimangano in buoni rapporti, in quel periodo Chuck inizia a ritenere di soffrire di ipersensibilità elettromagnetica, prendendo di conseguenza un congedo da HHM. Jimmy si occupa di lui, portandogli ogni giorno generi alimentari e giornali.

### Prima stagione
Jimmy assiste Chuck nelle faccende quotidiane; sebbene Chuck sia in congedo dalla HHM, mantiene il suo ruolo di socio anziano. Howard tenta di acquistare la sua quota attraverso un pagamento simbolico, ma Jimmy insiste affinché Howard paghi il fratello con l'intero valore, facendolo desistere.
Per pubblicizzare la sua azienda, Jimmy orchestra un finto salvataggio di un addetto ai cartelloni pubblicitari; la notizia finisce in prima pagina e Jimmy nasconde il giornale locale a Chuck per non farglielo scoprire, sapendo che intuirebbe subito la verità. Chuck però si insospettisce e affronta la sua sensibilità elettromagnetica per uscire di casa a rubare il giornale della vicina, lasciando cinque dollari come pagamento. Fraintendendo la situazione, la polizia irrompe in casa sua e usa il taser, mandandolo in ospedale. Il dottore rivela a Jimmy che la malattia di Chuck è psicosomatica, raccomandando di farlo ricoverare in un istituto psichiatrico, ma Jimmy rifiuta, sostenendo di poter occuparsi del fratello a casa sua.
Jimmy sospetta successivamente che la casa di riposo di Sandpiper Cross stia sovraccaricando i suoi residenti, quindi raccoglie dei documenti triturati dalla spazzatura e inizia a rimetterli insieme a casa di Chuck. Quest'ultimo, impressionato dall'istinto legale del fratello, lo aiuta, scoprendo che ha ragione. I due cercano di convincere Sandpiper a risolvere il caso in via extragiudiziale, ma gli avvocati di Sandpiper rifiutano. Jimmy e Chuck, pertanto, iniziano un'azione legale e continuano a raccogliere prove, riaccendendo l'entusiasmo di Chuck per la legge. In un'occasione, mentre lavora con Jimmy, Chuck esce distrattamente di casa per recuperare dei documenti dall'auto di Jimmy, senza subire alcun effetto dell'ipersensibilità elettromagnetica. Chuck suggerisce che il caso è troppo grande per loro due e che dovrebbero farsi aiutare da HHM. Howard accetta di prendere il caso e offre a Jimmy un piccolo compenso e una percentuale della sentenza, ma lo esclude dalla partecipazione attiva.
Jimmy scopre che, in realtà, è stato Chuck a ordinare a Howard di impedirgli di lavorare al caso, così come aveva usato in precedenza Howard come tramite per non farlo diventare un avvocato presso HHM. Jimmy affronta Chuck, il quale gli rivela di non considerarlo un "vero avvocato", ritenendo che non è ancora riuscito a liberarsi dai suoi modi di fare di truffatore. Furioso e ferito, Jimmy taglia i ponti con il fratello e incarica a Howard di occuparsi di lui.

### Seconda stagione
Howard assegna a Ernesto il compito di prendersi cura di Chuck. Man mano che il caso Sandpiper prosegue e si fa sempre più grosso, HHM chiama Davis & Main (D&M) per farsi assistere e D&M assume Jimmy come socio per la sua familiarità con il caso e per il rapporto che ha con i clienti. Chuck diventa sospettoso dopo che Jimmy usa tattiche discutibili per ottenere nuovi querelanti: Jimmy realizza anche uno spot televisivo, trasmettendolo senza l'autorizzazione di D&M. Decidendo di andarsene, Jimmy si comporta in modo tale da costringere la società a licenziarlo senza motivo; Kim, che era a conoscenza della pubblicità di Jimmy ma non ha informato HHM, viene punita con l'assegnazione alla revisione dei documenti al livello base. Kim cerca di riconquistare i favori di Howard facendo ottenere all'impresa una nuova, facoltosa cliente, la banca Mesa Verde, ma Howard mantiene ugualmente la donna nella revisione documenti. Kim decide di lasciare HHM per avviare uno studio personale, condividendo l'ufficio con Jimmy. Inizialmente convince Mesa Verde a diventare una sua cliente, ma Howard e Chuck convincono la banca a rimanere con HHM.
Chuck viaggia ripetutamente negli uffici di HHM per incontrare il presidente e il consiglio di Mesa Verde e i suoi sintomi di ipersensibilità elettromagnetica peggiorano. Ernesto chiama Jimmy per chiedergli aiuto e lui si offre di rimanere con Chuck per una notte, sfruttando l'opportunità per modificare dei documenti preparati da Chuck per una nuova domanda per la filiale di Mesa Verde. Il consiglio si accorge dell'errore, portando a un ritardo delle azioni, quindi decide con il presidente di portare gli affari della banca a Kim. Chuck intuisce subito che Jimmy lo abbia sabotato, così come Kim, la quale avverte Jimmy che Chuck sicuramente troverà eventuali prove. Ernesto, per conto di Chuck, rintraccia la copisteria in cui Jimmy ha falsificato i documenti; Jimmy approfitta dell'allontanamento di Ernesto per corrompere l'impiegato, così che, quando Chuck viene portato lì, neghi di conoscere Jimmy. L'ipersensibilità elettromagnetica porta Chuck a perdere i sensi e a sbattere la testa sul bancone e Jimmy, che ha assistito alla scena di nascosto, fa saltare la sua copertura per prestare soccorso al fratello. All'ospedale, Chuck chiede come abbia fatto Jimmy a trovarsi sulla scena ed Ernesto mente, affermando di averlo chiamato in quanto era preoccupato per lui. Chuck finge di avere un grave esaurimento mentale, così da costringere Jimmy a rivelare di aver manomesso il documento della Mesa Verde per farlo calmare, registrando di nascosto la confessione.

### Terza stagione
Chuck promette a Jimmy che pagherà la sua frode. Rivela ad Howard della confessione, che non è ammissibile in tribunale; Chuck fa in modo che Ernesto la ascolti, per poi fargli giurare di mantenere il silenzio. In realtà si tratta di uno stratagemma, perché Ernesto ne parla con Kim, che a sua volta lo dice a Jimmy. Sebbene Kim raccomandi quest'ultimo di non fare nulla, Jimmy irrompe nella casa di Chuck e distrugge la registrazione davanti a lui, Howard e a un investigatore privato, finendo arrestato. Chuck suggerisce all'assistente procuratore distrettuale che Jimmy potrebbe evitare il carcere confessando l'irruzione e mettendo la confessione a disposizione dell'ordine degli avvocati di stato. Jimmy rischia di essere radiato dall'albo degli avvocati e Kim si offre di aiutarlo.
Chuck rivela a Kim di avere una copia della registrazione della confessione di Jimmy e che intende usarla all'udienza disciplinare, quindi potrà essere interrogato da loro dopo che l'avranno autenticato. Kim e Jimmy mandano Mike Ehrmantraut al posto del fabbro che avrebbe dovuto sistemare la porta di Chuck distrutta da Jimmy durante l'irruzione; Mike, oltre a riparare la porta, fa di nascosto delle foto della casa di Chuck per documentare le sue bizzarre condizioni di vita. Quando tocca a Chuck testimoniare, la sala delle udienze viene preparata per far fronte al suo problema, spegnendo tutti i dispositivi elettrici e non permettendo telefoni cellulari nella stanza. Jimmy invita all'udienza Rebecca dicendole che Chuck ha bisogno di sostegno, ma Chuck lo vede come un tentativo di scuoterlo emotivamente. Quando Jimmy interroga Chuck su quanto sia sensibile all'elettricità, lui lo accusa di aver tenuto il cellulare. Si scopre invece che Jimmy ha chiesto a Huell Babineaux di mettere di nascosto la batteria del cellulare di Jimmy nella tasca di Chuck prima dell'udienza, quindi l'ha portata con sé per più di un'ora senza accorgersene. Il suggerimento che la sua malattia sia mentale porta Chuck ad un crollo nervoso, il quale si sfoga pubblicamente contro Jimmy, scioccando tutti i presenti.
Jimmy viene sospeso per un anno, ma non viene radiato dall'albo. Chuck si chiude in casa e Rebecca cerca di convincere Jimmy ad aiutarla a parlargli, ma lui rifiuta. Howard dice a Chuck che dovrebbe considerare la sospensione di Jimmy una vittoria e andare avanti; Chuck è d'accordo e inizia a vedersi con un terapista per fare fonte della sua malattia psicosomatica, riuscendo ad attenuare i sintomi a tal punto da poter riprendere a uscire a svolgere delle faccende come la spesa.
Quando Jimmy incontra il suo assicuratore per ottenere un rimborso, scopre che la sua polizza deve rimanere in vigore durante la sua sospensione dall'albo. Finge di avere un esaurimento emotivo a causa delle condizioni di Chuck e i rappresentanti della compagnia assicurativa contattano Howard e Chuck, informando loro che i tassi di negligenza di HHM aumenteranno notevolmente a meno che un altro avvocato non verrà assegnato a supervisionare il lavoro di Chuck. Nonostante le obiezioni di quest'ultimo, Howard lo incoraggia a ritirarsi. Questo porta Chuck a fare causa a HHM nella speranza di costringere Howard a tornare sui suoi passi, ma lui acquista la quota di Chuck attraverso fondi personali e prestiti per effettuare il primo dei tre pagamenti da tre milioni di dollari, poi congeda Chuck con effetto immediato.
Quando Kim viene ricoverata in ospedale dopo un incidente d'auto, Jimmy cerca di fare ammenda con Chuck, ma lui lo respinge affermando che non è mai stato particolarmente importante per lui. I sintomi di sensibilità elettrica peggiorano notevolmente e Chuck diventa ossessionato dalla ricerca di un dispositivo che fa funzionare il suo contatore elettrico, distruggendo i suoi elettrodomestici e le pareti di casa. Avendo raggiunto il punto di rottura, una notte Chuck si siede alla scrivania e la prende a calci per far cadere una lanterna, appiccando un incendio.

### Quarta stagione
Chuck muore nell'incendio che ha appiccato. Jimmy rimane scioccato dall'accaduto e incolpa sé stesso, così come Howard, il primo a causa della sua interazione con la compagnia di assicurazioni e il secondo per averlo costretto a ritirarsi. Nello scoprirlo, Jimmy scarica la colpa della morte di Chuck su Howard e riacquista il suo comportamento ottimista. Chuck lascia gran parte del suo patrimonio a Rebecca, mentre Jimmy ottiene un lascito di appena 5000 dollari, appena sufficiente per impedirgli di contestare il testamento. Quando Kim ritira l'assegno dell'eredità di Jimmy, Howard le consegna una lettera di Chuck indirizzata al fratello e quest'ultimo la legge in presenza di Kim. La lettera non è datata, ma sembra essere stata scritta nel periodo in cui Jimmy lavorava nell'ufficio postale di HHM. In essa, loda gli sforzi di Jimmy per essersi lasciato alle spalle il suo passato di truffatore e aver iniziato a svolgere un lavoro onesto; Jimmy reagisce con apparente indifferenza, mentre Kim resta turbata. Gli eventi correlati a Chuck portano HHM a subire dei grossi danni finanziari.
Un anno dopo Jimmy partecipa alla sua udienza di reintegrazione,ma i membri del consiglio decidono di prolungare la sua sospensione in quanto Jimmy non ha fatto accenno a Chuck durante l'incontro. Jimmy ricorre all'appello e, in preparazione all'udienza, finge con Kim diverse manifestazioni addolorate per la morte di Chuck. Durante l'appello, Jimmy si lancia in un discorso improvvisato in cui giura di volersi dimostrare degno del nome McGill se verrà reintegrato, riuscendo a tornare a esercitare la professione di avvocato. Jimmy rivela poi a Kim di aver mentito nel discorso solo per ottenere la fiducia del consiglio, decidendo di esercitare la professione legale come Saul Goodman.

### Quinta stagione
Pur non comparendo direttamente, Chuck continua a influenzare i protagonisti: Jimmy rifiuta il suggerimento di Kim di tornare a usare il suo nome nella professione legale e abbraccia del tutto l'alias di Saul Goodman, ritenendolo l'unico modo per uscire dall'ombra del fratello nel campo lavorativo. Per poter condividere con Kim la verità sul suo lavoro come Saul senza che lei si senta in dovere di denunciarlo, i due decidono di sposarsi.
Howard offre a Jimmy un posto di lavoro alla HHM, in quanto era solo Chuck che non voleva la sua assunzione, non l'azienda. Jimmy rimane turbato e rifiuta l'offerta, iniziando a molestare Howard distruggendogli la macchina e inviando delle prostitute a interrompere un suo pranzo di lavoro. Howard quindi ritrae la sua offerta e Jimmy reagisce con rabbia, accusandolo nuovamente della morte di Chuck e proclamando che la HHM non merita Saul Goodman.
Kim rivela ad Howard di aver lasciato il suo lavoro per la Mesa Verde per occuparsi sui casi di difesa personale pro bono; presumendo che dietro tale decisione ci sia Jimmy, Howard le raccomanda di non fidarsi di lui, spiegandole quanto gli ha inflitto Jimmy di recente. Kim deride le sue accuse, sostenendo di essere in grado di decidere da sola e affermando di conoscere Jimmy meglio di lui, al che Howard ribatte che Chuck conosceva Jimmy meglio di chiunque altro.

### Sesta stagione
Chuck viene ricordato in diverse occasioni da Howard come il più grande avvocato da lui mai conosciuto. Jimmy e Kim mettono in atto un piano per rovinare la reputazione di Howard e quest'ultimo rinfaccia ai due il punto di vista di Chuck per cui Jimmy non può impedirsi di causare danni a tutte le persone che lo circondano.
In un flashback nel finale della serie, ambientato prima degli eventi di Better Call Saul, Jimmy fa visita a Chuck portandogli del cibo e aiutandolo a far fronte dei sintomi della sensibilità elettromagnetica. Quando Chuck gli chiede perché lo faccia, Jimmy afferma che sono fratelli e che Chuck farebbe lo stesso per lui. Questa affermazione sembra mettere Chuck brevemente a disagio, dopodiché insiste affinché Jimmy rimanga in modo che possano parlare. Chuck gli chiede se abbia mai preso in considerazione un percorso di vita diverso, ma lui ribatte che Chuck non ha mai cambiato il suo percorso. Prima che Jimmy se ne vada, Chuck osserva cupamente come finiscano per avere sempre la stessa conversazione.

## Sviluppo
Michael McKean aveva già lavorato con Vince Gilligan nei panni del personaggio ricorrente Morris Fletcher nella serie X-Files. I due rimasero in contatto da allora per lavorare nuovamente insieme, sebbene in quel periodo McKlean era principalmente impegnato a New York al teatro di Broadway, mentre Gilligan si occupava di serie televisive a Los Angeles. In seguito, Gilligan contattò McKean per offrirgli una parte in Better Call Saul e McKlean accettò il ruolo conoscendo solo il minimo indispensabile del personaggio di Chuck (riguardo alla sua sensibilità elettromagnetica), dal momento che era un fan di Breaking Bad e si fidava di Gilligan.
Quando le riprese di Better Call Saul sono iniziate nel 2014, McKean dovette inizialmente dividere il suo tempo tra interpretare Chuck e recitare in All the Way, un'opera teatrale di Broadway che per coincidenza vedeva nel cast anche Bryan Cranston, interprete di Walter White in Breaking Bad. Quando il casting di McKean è stato annunciato nell'aprile 2014, il suo personaggio è stato deliberatamente chiamato erroneamente "Dr. Thurber", secondo McKean ripreso dal comico James Thurber. Il vero nome di Chuck, Charles Lindbergh McGill, deriva dall'aviatore Charles Lindbergh.
Nelle interviste McKean ha affermato che, mentre Chuck si sforza di sventare i tentativi di Jimmy di diventare un avvocato a tutti gli effetti, non era sempre previsto che Chuck ricorresse a trucchi subdoli. Descrisse Chuck come una persona che, fino all'inizio della sua convinzione di soffrire di sensibilità elettromagnetica, aveva "seguito tutte le regole" e che improvvisamente ha visto tutto quello che aveva scivolare via. Per questo motivo, Chuck non riesce a capire come, al contrario, uno come Jimmy (che non rispetta le regole) possa prosperare. Gilligan disse che Chuck era stato originariamente progettato come un personaggio simile a Mycroft Holmes, emotivamente danneggiato ma di supporto agli sforzi di Jimmy, mentre Howard Hamlin sarebbe stato l'antagonista. Tuttavia, durante le riprese degli episodi iniziali, nel vedere lo sviluppo delle relazioni tra i personaggi, il team di sceneggiatori ebbe l'idea di rendere Chuck l'antagonista, mentre Howard diventa più favorevole a Jimmy.
McKean e Bob Odenkirk ebbero diverse discussioni per delineare il rapporto tra Chuck e Jimmy e i loro genitori, così da avere supporto nelle interpretazioni dei loro personaggi. McKean disse che Gilligan e Gould, all'inizio di ogni stagione, avrebbero detto agli attori dove avrebbero voluto vedere andare i personaggi, pur rimanendo sul vago, per poi dare una direzione più specifica agli attori con poco preavviso. McKean era comunque convinto che gli showrunner stessero facendo la cosa giusta con il suo personaggio.
Durante le riprese del settimo episodio della terza stagione, Spese, McKean è stato informato dell'imminente morte del suo personaggio: Gilligan e Gould lo informarono che Chuck sarebbe morto nel finale di quella stagione, nel decimo episodio, Lanterna. McKean si aspettava che l'arco narrativo di Chuck sarebbe culminato con la sua morte, accettandolo senza problemi, in quanto riconosceva che Chuck non avrebbe fatto parte dell'universo di Jimmy quando sarebbe diventato Saul Goodoman.

## Accoglienza
L'interpretazione di McKean di Chuck McGill ha ricevuto il plauso della critica. Per la sua performance, ha vinto un Satellite Award come miglior attore non protagonista nel 2018. McKean in seguito ha ricevuto una nomination per un Primetime Emmy Award come miglior attore ospite in una serie drammatica per la sua apparizione come guest nella quarta stagione.
L'episodio della prima stagione Pimento ha ricevuto il plauso, con molti critici che hanno elogiato le interpretazioni di Bob Odenkirk e McKean. Roth Cornet di IGN ha assegnato all'episodio un punteggio di 9,0; concludendo: "Better Call Saul ha rivelato il tradimento che potrebbe benissimo essere al centro di ciò che trasforma Jimmy McGill in Saul Goodman, mentre questa storia straordinariamente realizzata continua a svolgersi".
L'episodio della terza stagione Imbroglio ha ricevuto il plauso universale e alcuni critici lo considerano il migliore della serie. Terri Schwartz di IGN ha assegnato all'episodio un 10 su 10, descrivendolo come "il miglior episodio di Better Call Saul fino ad oggi". Attualmente detiene un punteggio del 100% su Rotten Tomatoes con un punteggio medio di 9,5/10 basato su 12 recensioni. Il consenso del sito recita: "La guerra tra Jimmy e Chuck raggiunge un culmine senza precedenti nello straziante, sobrio e definitivo Imbroglio, un episodio che consolida chiaramente Better Call Saul come televisione essenziale". Linea TV ha nominato McKean "Attore della settimana" per la sua interpretazione nell'episodio, scrivendo che è stata "la migliore vetrina per la sua interpretazione affascinante e stratificata nei panni del fratello di Jimmy, Chuck McGill". Donna Bowman di The AV Club, che ha assegnato all'episodio una valutazione "A", ha elogiato la scena nell'aula di tribunale, dicendo "non è solo per darci la soddisfazione di un dramma giudiziario, il finale pulito in cui viene fuori la verità. La genialità di questa struttura è quella di darci una visione al rallentatore dei cieli che cadono, un risultato metodicamente perseguito da Kim e Jimmy, che tuttavia sembra non dare loro alcuna soddisfazione."
Molti critici sono rimasti delusi dall'esclusione di McKean alle nomination agli Emmy nel 2017 (al contrario della sua co-star Jonathan Banks), ritenendo che McKean avesse dato "una delle migliori interpretazioni televisive dell'anno".
Matt Zoller Seitz di Vulture ha descritto Chuck come l'equivalente di Better Call Saul del personaggio di Breaking Bad Skyler White, anche per l'accoglienza ricevuta dal pubblico. 
Nel 2020, Screen Rant lo ha classificato al nono posto tra i personaggi principali per simpatia, solo sopra a Hector Salamanca. Dissero: "Le prime stagioni dello show entrano in molti dettagli e mostrano come Jimmy abbia perso la strada nella sua carriera di onesto avvocato. Gran parte del problema era dovuto a suo fratello, Chuck McGill. Chuck è un avvocato di successo a pieno titolo, ma, invece di essere orgoglioso che Jimmy seguisse le sue orme, ha cercato di ostacolarlo".